# Marotolana (Ambanja)
Pour les articles homonymes, voir Marotolana.
Marotolana est une commune (Kaominina), du nord de Madagascar, dans la province de Diego-Suarez.

## Administration
Marotolana est une commune du district d'Ambanja, située dans la région de Diana, dans la province de Diego-Suarez.

## Économie
La population est majoritairement rurale. On trouve sur le territoire communal des exploitations de café, de cacao, du poivre, ainsi que des rizières.

## Démographie
La population est estimée à 10 538 habitants, en 2001.